# セルビアの首相
セルビアの首相（セルビアのしゅしょう、セルビア語: Премијер Србије）は、セルビアにおける政府の長たる首相。 首相は政府の業務を調整し、閣僚候補のリストを含む内閣方針を国民議会に提出しなければならない。

## ナチス軍政下
人民委員会議長
- ミラン・アチモヴィッチ(1941年4月30日 - 1941年8月29日)　ファシスト

## セルビア救国政府（ナチス傀儡政府）
セルビア救国政府議長
- ミラン・ネディッチ(1941年8月29日 - 1944年10月10日)　ファシスト

## セルビア人民共和国（ユーゴスラヴィア連邦人民共和国）1945年 - 1963年
セルビア大臣（ユーゴスラビア政府の一部）
- ヤシャ・プロダノヴィッチ(1945年3月7日 - 1945年4月9日)　ユーゴスラヴィア共産党

首相
1. ブラゴイェ・ネシュコヴィッチ(1945年4月9日 - 1948年9月5日)　ユーゴスラヴィア共産党
2. ペータル・スタンボリッチ(1948年9月5日 - 1953年2月5日)　ユーゴスラヴィア共産党→セルビア共産者同盟（1952年から）

行政委員会議長
- ペータル・スタンボリッチ(1953年2月5日 - 1953年12月16日)　セルビア共産者同盟
- ヨヴァン・ヴェシェリノヴ(1953年12月16日 - 1957年4月6日)　セルビア共産者同盟
- ミロシュ・ミニッチ(1957年4月6日 - 1962年6月9日)　セルビア共産者同盟
- スロボダン・ペネジッチ・クルツン(1962年6月9日 - 1964年11月6日)　セルビア共産者同盟

## セルビア社会主義共和国（ユーゴスラヴィア社会主義連邦共和国）1963年 - 1990年
行政委員会議長
- スロボダン・ペネジッチ・クルツン(1962年6月9日 - 1964年11月6日)　セルビア共産者同盟
  - ステヴァン・ドロニスキ(1964年11月6日 - 1964年11月17日)代理　セルビア共産者同盟
- ドラギ・スタメンコヴィッチ(1964年11月17日 - 1967年5月6日)　セルビア共産者同盟
- ジュリツャ・ヨイキッチ(1967年5月6日 - 1969年5月6日)　セルビア共産者同盟
- ミレンコ・ボヤニッチ(1969年5月7日 - 1974年5月6日)　セルビア共産者同盟
- ドゥシャン・チュクレヴィッチ（英語版）(1974年5月6日 - 1978年5月6日)　セルビア共産者同盟
- イヴァン・スタンボリッチ(1978年5月6日 - 1982年5月5日)　セルビア共産者同盟
- ブラニスラヴ・イコニッチ(1982年5月5日 - 1986年5月6日)　セルビア共産者同盟
- デシミル・イェフティッチ(1986年5月6日 - 1989年12月5日)　セルビア共産者同盟
- スタンコ・ラドミロヴィッチ(1989年12月5日 - 1991年2月11日)　セルビア共産者同盟→セルビア社会党（1990年から）

## セルビア共和国（ユーゴスラヴィア連邦共和国、セルビア・モンテネグロ）1990年 - 2006年
首相
1. ドラグティン・ゼレノヴィッチ(1991年2月11日 - 1991年12月23日)　セルビア社会党
2. ラドマン・ボジョヴィッチ(1991年12月23日 - 1993年2月10日)　セルビア社会党
3. ニコラ・シャイノヴィッチ(1993年2月10日 - 1994年3月18日)　セルビア社会党
4. ミルコ・マルヤノヴィッチ(1994年3月18日 - 2000年10月24日)　セルビア社会党
  - ミロミル・ミニッチ(2000年10月24日 - 2001年1月25日)暫定　セルビア社会党
5. ゾラン・ジンジッチ(2001年1月25日 - 2003年3月12日暗殺（英語版）)　民主党
  - ネボイシャ・チョヴィッチ(2003年3月12日 - 2003年3月17日)代理
  - ジャルコ・コラッチ(2003年3月17日 - 2003年3月18日)代理　セルビア社会民主党
6. ゾラン・ジヴコヴィッチ(2003年3月18日 - 2004年3月3日)　民主党
7. ヴォイスラヴ・コシュトニツァ(2004年3月3日 - 2006年6月5日)　セルビア民主党

## セルビア共和国
首相
1. ヴォイスラヴ・コシュトニツァ(2006年6月5日 - 2008年7月7日)　セルビア民主党
2. ミルコ・ツヴェトコヴィッチ（英語版）(2008年7月7日 - 2012年7月) 民主党
3. イヴィツァ・ダチッチ（英語版）(2012年7月27日 - 2014年4月27日) セルビア社会党
4. アレクサンダル・ブチッチ(2014年4月27日 - 2017年5月31日) セルビア進歩党
  - イヴィツァ・ダチッチ（英語版）(2017年5月31日 - 2017年6月29日)代行 セルビア社会党
5. アナ・ブルナビッチ(2017年6月29日 - 2024年3月20日) セルビア進歩党
  - イヴィツァ・ダチッチ（英語版）(2024年3月20日 - 2024年5月2日)代行 セルビア社会党
6. ミロシュ・ブーチェビッチ(2024年5月2日 - 2025年4月16日) セルビア進歩党
7. ジュロ・マツット（英語版）(2025年4月16日 - 現職) 無所属